# Lilo Bergen
Lilo Bergen (* 30. Januar 1919 als Marie Helene Liselotte Schlitzberger in Küstrin, Brandenburg, Deutsches Reich; † 19. Februar 1981 in Berlin) war eine deutsche Tänzerin und Schauspielerin bei Bühne und Film.

## Leben und Wirken
Die Tochter des Oberregierungsrates Ernst Schlitzberger (ab August 1919 Erster Bürgermeister von Oels in Schlesien) und seiner Gattin Hildegard Eckert besuchte die Oberschule und ließ sich an einer Tanzschule ausbilden. Darüber hinaus nahm Liselotte Schlitzberger als Teenager auch Schauspielunterricht. Noch keine 17 Jahre alt, begann sie als Lilo Bergen ihre Tänzerin-Laufbahn an der Komischen Oper Berlin, wirkte dann am Theater in Zittau sowie erneut an hauptstädtischen Spielstätten wie dem Berliner Prater, der Komödie und dem Theater am Kurfürstendamm.
Noch zu ihrer ersten Berliner Zeit wurde Lilo Bergen vor die Kamera geholt und trat 1935 in Reinhold Schünzels Kleist-Verfilmung Amphitryon als Tänzerin in Erscheinung. Auch in den darauf folgenden Jahren konnte sie mehrmals ihre tänzerischen Qualitäten filmisch unter Beweis stellen. Lilo Bergens Filmkarriere währte nur kurz, bereits 1944 war diese nach nicht ganz zehn Jahren weitgehend beendet. Lediglich 1949/50 fand Bergen in der DEFA-Produktion Der Rat der Götter mit einem winzigen Auftritt erneut Beschäftigung vor der Kamera. Auf der Bühne ist die zu dieser Zeit in Berlin-Wilmersdorf ansässig gewesene Künstlerin nach 1945 nur in der Spielzeit 1950/51 am Neuen Berliner Theater und ab 1953 für einige Spielzeiten an der Atrium-Operetten-Gastspielbühne nachzuweisen. Anschließend wechselte Lilo Bergen den Beruf und stieg bis zur Sozialoberinspektorin auf. Ab 1963 war die ehemalige Schauspielerin mit dem Versicherungskaufmann Artur Vater verheiratet. Sie starb 1981 im Universitätsklinikum Steglitz.

## Filmografie (Auswahl)
- 1935: Amphitryon
- 1935: Künstlerliebe
- 1936: Geheimnis eines alten Hauses
- 1936: Frauenliebe – Frauenleid
- 1937: Die gläserne Kugel
- 1937: Daphne und der Diplomat
- 1937: Die gelbe Flagge
- 1937: Das große Abenteuer
- 1937: Wenn in Werder blühn die Bäume (Kurzfilm)
- 1937: Fremdenheim Filoda
- 1938: Rätsel um Beate
- 1938: Fahrendes Volk
- 1938: Skandal um den Hahn
- 1938: Was tun, Sybille?
- 1939: Die Reise nach Tilsit
- 1939: Mann für Mann
- 1939: Johannisfeuer
- 1940: Polterabend
- 1940: Das himmelblaue Abendkleid
- 1941: Clarissa
- 1944: Der grüne Salon
- 1944: Die Brüder Noltenius
- 1944/48: Intimitäten
- 1950: Der Rat der Götter

## Einzelnachweis
1. ↑  Landesarchiv Berlin, Sterberegister Standesamt Steglitz von Berlin, Nr. 621/1981 (vgl. Namensverzeichnis zum Sterberegister 1981; PDF; 135 MB).

| Personendaten    | Personendaten                                                                   |
| ---------------- | ------------------------------------------------------------------------------- |
| NAME             | Bergen, Lilo                                                                    |
| ALTERNATIVNAMEN  | Schlitzberger, Marie Helene Liselotte (Geburtsname); Vater, Liselotte (Ehename) |
| KURZBESCHREIBUNG | deutsche Tänzerin und Schauspielerin bei Bühne und Film                         |
| GEBURTSDATUM     | 30. Januar 1919                                                                 |
| GEBURTSORT       | Küstrin, Provinz Brandenburg, Freistaat Preußen, Deutsches Reich                |
| STERBEDATUM      | 19. Februar 1981                                                                |
| STERBEORT        | Berlin (West)                                                                   |